# Teloscalpellum ventricosum
Teloscalpellum ventricosum is een rankpootkreeftensoort uit de familie van de Scalpellidae. De wetenschappelijke naam van de soort is voor het eerst geldig gepubliceerd in 1907 door Hoek.